# Anna Lavinia Van Benschoten
Anna Lavinia Van Benschoten (* 12. August 1866 in Elmira, New York; † 18. September 1927 in Whittier, Kalifornien) war eine US-amerikanische Mathematikerin und Hochschullehrerin.

## Leben und Werk
Van Benschoten war die Tochter der Musiklehrerin Mary Jane Pugsley und von Moses M. Van Benschoten, der 1872 starb. Sie besuchte die Public School of Binghamton in Binghamton und verließ 1886, ein Jahr nach dem Tod ihrer Mutter, die Binghamton Central High School. Sie studierte von 1891 bis 1894 an der Cornell University Mathematik und unterrichtete nach ihrem Bachelor-Abschluss bis 1898 an der Binghamton Central High School. Sie studierte anschließend an der University of Chicago, wo sie 1900 ihren Master-Abschluss in Mathematik und Astronomie erhielt. Anschließend reiste sie nach Europa und besuchte Vorlesungen in Mathematik und Astronomie an der Georg-August-Universität Göttingen, unter anderen bei Felix Klein.
1901 wurde sie als Nachfolgerin von Annie MacKinnon zur Professorin ernannt am Wells College, einem Frauencollege in Aurora, New York, wo sie bis 1920 tätig war. Sie wurde 1903 als Mitglied in die American Mathematical Society aufgenommen. 1906  führte sie an der Cornell University ihr Studium fort und promovierte 1908 bei Virgil Snyder mit der Dissertation: The birational transformations of algebraic curves of genus four. 1918 unterrichtete sie an der University of Arizona die boys of the Student Army Corps.
1921 zog sie mit Amy J. Douglass nach Whittier und lehrte nicht mehr wegen ihrer rheumatischen Arthritis. Sie unterrichtete privat und von Januar bis April 1924 am Whittier College. Sie reiste nach Norwegen, Schweden, Russland, Deutschland und nach Alaska und Jamaika.
Van Benschoten starb im Alter von 61 Jahren in Kalifornien.

## Veröffentlichungen (Auswahl)
- The Birational Transformations Of Algebraic Curves Of Genus Four. Palala Press, 2015, ISBN 978-1-347-81355-3.